# Gróttasöngr

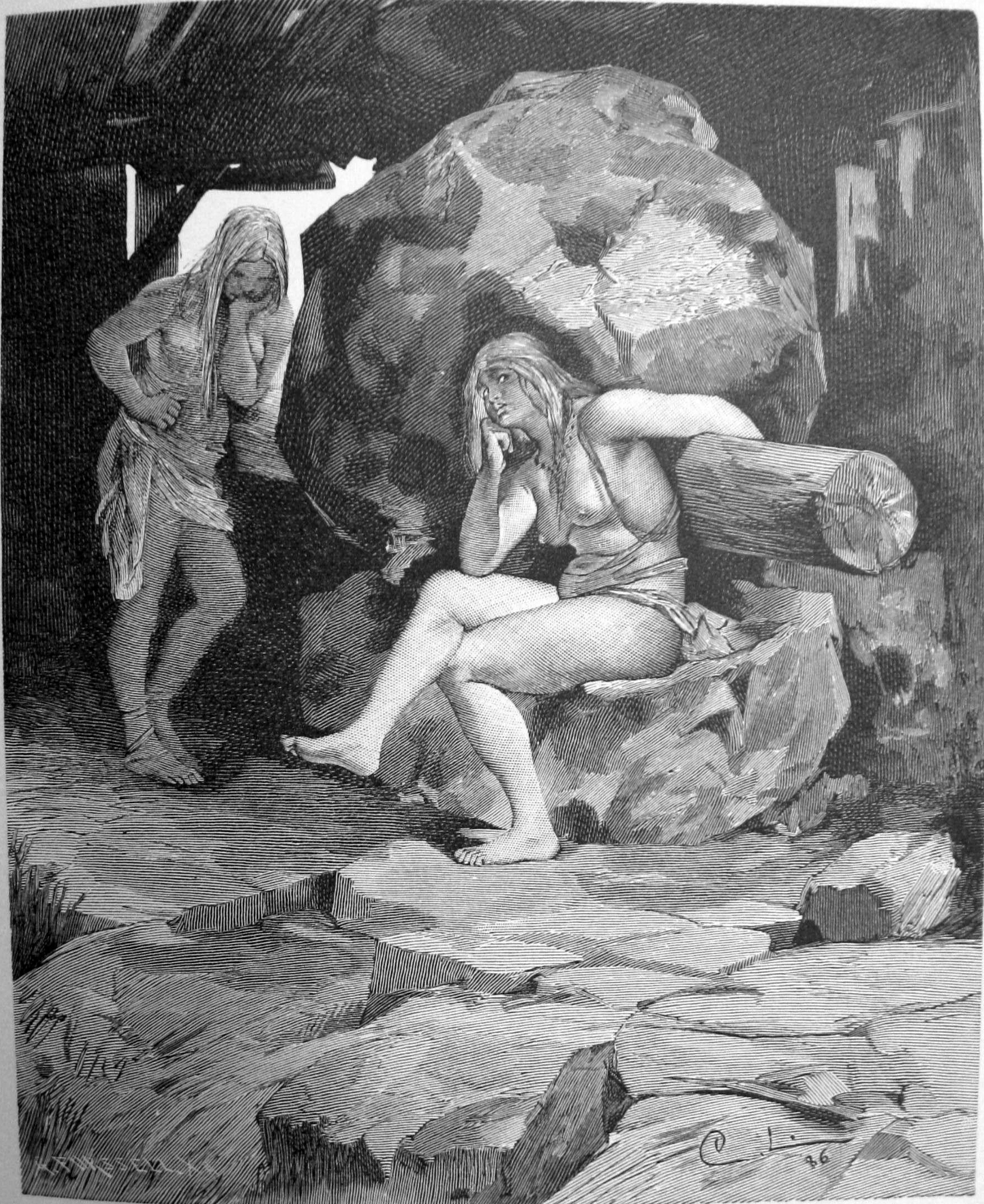
Fenja e Menja al mulino

Il Gróttasöngr (Canzone di Grótti) è un poema in norreno, talvolta annoverato tra i poemi dell'Edda Poetica. Il poema è conservato anche in uno dei manoscritti dell'Edda in prosa di Snorri Sturluson insieme ad un mito che spiega il suo contesto.
Il mito è anche sopravvissuto indipendentemente in alcune fiabe scandinave, come Perché il Mare è Salato, che fa parte della raccolta Norske Folkeeventyr di Peter Asbjørnsen e Jørgen Moe. Inoltre Gróttasöngr ha avuto un grande impatto sociale e politico nella Svezia del XX secolo quando fu rimodernato in Den nya Grottesången di Viktor Rydberg.

## Trama
Snorri scrive che Skjöldr governò il paese che oggi chiamiamo Danimarca; Skjöldr ebbe un figlio chiamato Friðleifr che gli succedette. Anche lui ebbe un figlio che fu chiamato Fróði e che divenne re dopo suo padre, e in questo periodo si suppone che Augusto proclamò la pace nel mondo e nacque Gesù; la stessa pace regnò in Scandinavia, ma qui fu chiamata la "pace di Fróði". Il Nord era così pacifico che nessun uomo ne feriva un altro, neanche se avesse incontrato l'assassino di suo padre o suo fratello, libero o schiavo. Nessun uomo rapinava e un anello d'oro poteva rimanere nelle praterie di Jelling a lungo.
Re Fróði visitò la Svezia e il suo re Fjölnir, e da lui comprò due schiave gigantesse chiamate Fenja e Menja che erano grandi e forti. In Danimarca c'erano due grandi pietre da macina che erano così grandi che nessun uomo era abbastanza forte da usarle. Comunque, l'uomo che riuscisse a manovrarle avrebbe potuto chiedere loro di produrre qualunque cosa volesse. Questo mulino era chiamato "Grótti" ed era stato dato a Fróði da Hengikjopt.
Fróði mise Fenja e Menja al mulino e chiese loro di macinare oro, pace e felicità per se stesso; poi non lasciò loro né riposo né sonno tranne per il tempo di intonare una canzone. Allora Fenja e Menja per vendetta cominciarono a cantare una canzone chiamata la "canzone di Grótti" (il poema stesso) e prima di aver finito avevano prodotto un'armata guidata da un Re del Mare di nome Mysing. Egli attaccò Fróði di notte e lo uccise, e se ne andò con un ricco bottino. Questa fu la fine della pace di Fróði.
Mysing comprò Grótti con Fenja e Menja e chiese loro di produrre sale. A mezzanotte chiesero a Mysing se non avesse già abbastanza sale, ma egli ne chiese ancora. Macinarono ancora per poco prima che le navi affondassero. Un gigantesco vortice (un maelstrom) si formò quando il mare cominciò a muoversi trascinato dalla forza della macina; da allora il mare cominciò a diventare salato.
In accordo con la credenza popolare, le isole di Fanø e Manø, al largo della costa occidentale danese, prendono il nome da Fenja e Menja.